# Olympiatrials der Vereinigten Staaten 2008 (Schwimmen)
| U.S. Olympiatrials 2008 | U.S. Olympiatrials 2008 |
| ----------------------- | ----------------------- |
| Teilnehmende Clubs      | 438                     |
| Teilnehmende Athleten   | 1209 (618 F, 591 M)     |
| Entscheidungen          | 26                      |
| Eröffnung               | 29. Juni 2008           |
| Abschluss               | 6. Juli 2008            |

Die Olympiatrials der Vereinigten Staaten 2008 (engl.: 2008 United States Olympic Team Trials) im Schwimmsport wurden zur Qualifikation für die Olympischen Sommerspiele 2008 in Peking abgehalten. Veranstaltet wurden diese Ausscheidungswettkämpfe im Qwest Center Omaha in Omaha, Nebraska. Der Erst- und Zweitplatzierte jedes Geschlechts und über jede Schwimmdistanz hat sich als Teil des olympischen Schwimmteams der USA qualifiziert. Außerdem sind alle Sieger gleichzeitig US-amerikanische Schwimmmeister.
Die Stadt Omaha und der Bundesstaat Nebraska im Allgemeinen wollen sich durch das Veranstalten solcher großen Sportevents wie den Olympiatrials langfristig als populäre und moderne Region etablieren.
Die brennendste Frage vor diesen Wettkämpfen war nicht wie viele Weltrekorde geschwommen werden, sondern in welcher Qualität sie ausfallen, da die USA das erste Mal seit der Einführung des neuen Schwimmanzuges LZR-Racer des Schwimmartikel-Herstellers Speedo in ihrer stärksten Besetzung auftreten. Schließlich sorgten die US-amerikanischen Schwimmer und Schwimmerinnen für neun neue Weltrekorde, 21 Amerikarekorde und 19 neue Rekordzeiten die auf US-amerikanischen Boden geschwommen wurden.
Nach den ersten Bewerben dieser Wettkämpfe, nämlich über die 400 m Lagen, die jeweils bei Männern und Frauen in Weltrekordzeit entschieden wurden, sorgte der fünffache Olympiasieger Gary Hall junior für Aufregung, da er weniger die neuen Schwimmanzüge, sondern vielmehr Doping für diese Rekordflut des letzten halben Jahres verantwortlich macht. Nicht nur die US-amerikanischen Schwimmstars äußerten sich erbost über diesen Vorwurf, sondern auch die australischen Spitzenschwimmer, wie zum Beispiel  Lisbeth Trickett, verkündeten ihren Unmut über diese Aussage.
Der 33-jährige Garry Hall Jr., der über 50 m Freistil Vierter wurde und damit die Olympiateilnahme verpasste, beendete außerdem mit diesem Rennen seine sehr erfolgreiche Karriere.
Die größten Stars dieser Veranstaltung waren bei den Männern Michael Phelps, Aaron Peirsol und Ryan Lochte. Phelps konnte sich mit zwei neuen Weltrekorden für fünf Medaillenentscheidungen qualifizieren. Peirsol qualifizierte sich in beeindruckender Manier mit zwei Weltrekorden über die Rückendistanzen. Ryan Lochte konnte sich für drei Bewerbe in Peking qualifizieren. Er überzeugte vor allem über die Lagendistanzen, wo er sich spannende Duelle mit Michael Phelps lieferte. Doch das enttäuschende Abschneiden mit dem dritten Platz über die 100-m-Rückendistanz des Kurzbahnweltrekordhalters dieser Strecke trübte seinen Auftritt allerdings.
Für die größte Enttäuschung sorgte Brendan Hansen. Über die 100-m-Bruststrecke schaffte er zwar ungefährdet die Olympiaqualifikation und verpasste dabei im Vorlauf seinen eigenen Weltrekord um nur elf Hundertstel. Doch der ehemalige Weltrekordhalter und zweifache Weltmeister über die 200-m-Bruststrecke konnte sich über diese Distanz gegen seine Trainingspartner und Schüler Scott Spann und Eric Shanteau nicht durchsetzen und landete schließlich nur auf dem enttäuschenden vierten Platz.
Bei den Frauen konnten vor allem Katie Hoff, Dara Torres und Natalie Coughlin überzeugen. Vor allem Katie Hoff wurde den Erwartungen gerecht, indem sie sich für fünf Bewerbe mit einem Weltrekord qualifizieren konnte. Auch Coughlin, die sich in zwei Bewerben durchsetzte, sorgte für einen neuen Weltrekord. Das Auftreten von Dara Torres wurde mit besonders großer Spannung beobachtet, da die 41-Jährige mit der Qualifikation über 50 und 100 m Freistil in Peking zum fünften Mal bei Olympischen Sommerspielen teilnimmt. Nachdem sie 100 m Freistil gewonnen hatte, verkündete sie allerdings, dass sie über diese Distanz bei den Olympischen Spielen nicht antreten wird um sich voll und ganz auf die 50 m Freistil und die 4 × 100-m-Freistilstaffel konzentrieren zu können. Nutznießerin dieses Rückzuges war Lacey Nymeyer, die damit als Drittplatzierte über diese Distanz ins US-Olympiaschwimmteam nachrückte.
Für die größte positive Überraschung bei den Frauen sorgte Margaret Hoelzer, die sich für zwei olympische Bewerbe qualifizierte und dabei sensationell  Kirsty Coventry (ZIM) den Weltrekord über 200 m Rücken abnahm.

## U.S.-Schwimmteam bei den Olympischen Spielen 2008

### Männer
| Name                                 | Club                             | Distanz                                                                                           |
| ------------------------------------ | -------------------------------- | ------------------------------------------------------------------------------------------------- |
| Garrett Weber-Gale                   | Longhorn Aquatics                | 50 m Freistil 100 m Freistil 4 × 100 m Freistil                                                   |
| Ben Wildman-Tobriner                 | Stanford Swimming                | 50 m Freistil 4 × 100 m Freistil                                                                  |
| Jason Lezak                          | Rose Bowl Aquatics               | 100 m Freistil 4 × 100 m Freistil                                                                 |
| Nathan Adrian                        | ungebunden                       | 4 × 100 m Freistil                                                                                |
| Peter Vanderkaay                     | Club Wolverine                   | 200 m Freistil 400 m Freistil 1500 m Freistil                                                     |
| Michael Phelps                       | Club Wolverine                   | 200 m Freistil 4 × 200 m Freistil 100 m Schmetterling 200 m Schmetterling 200 m Lagen 400 m Lagen |
| Ricky Berens Dave Walters Erik Vendt | Longhorn Aquatics Club Wolverine | 4 × 200 m Freistil                                                                                |
| Larsen Jensen                        | Trojan Swim Club                 | 400 m Freistil 1500 m Freistil                                                                    |
| Aaron Peirsol                        | Longhorn Aquatics                | 100 m Rücken 200 m Rücken                                                                         |
| Matt Grevers                         | Tucson Ford Dealers Aquatics     | 100 m Rücken 4 × 100 m Freistil                                                                   |
| Ryan Lochte                          | Daytona Beach Swimming           | 200 m Rücken 200 m Lagen 400 m Lagen                                                              |
| Brendan Hansen                       | Longhorn Aquatics                | 100 m Brust                                                                                       |
| Mark Gangloff                        | SwimMAC Carolina                 | 100 m Brust                                                                                       |
| Scott Spann                          | Longhorn Aquatics                | 200 m Brust                                                                                       |
| Eric Shanteau                        | Longhorn Aquatics                | 200 m Brust                                                                                       |
| Ian Crocker                          | Longhorn Aquatics                | 100 m Schmetterling                                                                               |
| Gil Stovall                          | Athens Bulldogs                  | 200 m Schmetterling                                                                               |
| Mark Warkentin                       | Santa Barbara Swim               | 10 km Freistil (Freiwasser)                                                                       |

### Frauen
| Name                                               | Club                                          | Distanz                                                                                 |
| -------------------------------------------------- | --------------------------------------------- | --------------------------------------------------------------------------------------- |
| Dara Torres                                        | Coral Springs Swim Club                       | 50 m Freistil 4 × 100 m Freistil                                                        |
| Jessica Hardy                                      | Trojan Swim Club                              | 50 m Freistil 4 × 100 m Freistil 100 m Brust                                            |
| Lacey Nymeyer                                      | Tucson Ford Dealers Aquatics                  | 100 m Freistil 4 × 100 m Freistil                                                       |
| Natalie Coughlin                                   | California Aquatics                           | 100 m Freistil 4 × 100 m Freistil 100 m Rücken 200 m Lagen                              |
| Emily Silver                                       | California Aquatics                           | 4 × 100 m Freistil                                                                      |
| Julia Smit                                         | Stanford Swimming                             | 4 × 100 m Freistil 4 × 200 m Freistil                                                   |
| Allison Schmitt                                    | Club Wolverine                                | 200 m Freistil 4 × 200 m Freistil                                                       |
| Katie Hoff                                         | North Baltimore Aquatic Club                  | 200 m Freistil 4 × 200 m Freistil 400 m Freistil 800 m Freistil 200 m Lagen 400 m Lagen |
| Caroline Burckle Kim Vandenberg Christine Marshall | Lakeside Swim Team Team Bruin Aggie Swim Club | 4 × 200 m Freistil                                                                      |
| Kate Ziegler                                       | The Fish                                      | 400 m Freistil 800 m Freistil                                                           |
| Margaret Hoelzer                                   | King Aquatic Club                             | 100 m Rücken 200 m Rücken                                                               |
| Elizabeth Beisel                                   | Bluefish Swim Club                            | 200 m Rücken 400 m Lagen                                                                |
| Megan Jendrick                                     | King Aquatic Club                             | 100 m Brust                                                                             |
| Amanda Beard                                       | ungebunden                                    | 200 m Brust                                                                             |
| Rebecca Soni                                       | Trojan Swim Club                              | 200 m Brust                                                                             |
| Christine Magnuson                                 | University of Tennessee                       | 100 m Schmetterling                                                                     |
| Elaine Breeden                                     | Stanford Swimming                             | 100 m Schmetterling 200 m Schmetterling                                                 |
| Kathleen Hersey                                    | Swim Atlanta                                  | 200 m Schmetterling                                                                     |
| Chloe Sutton                                       | Mission Viejo Nadadores                       | 10 km Freistil (Freiwasser)                                                             |

## Zeichenerklärung
- WR – Weltrekord
- AR – Amerikarekord
- US – Schnellste auf US-amerikanischen Boden geschwommen Zeit

## Männer

### Freistil

#### 50 m Freistil
Finale am 5. Juli
| Platz | Sportler                      | Club                         | Zeit        |
| ----- | ----------------------------- | ---------------------------- | ----------- |
| 1     | Garrett Weber-Gale            | Longhorn Aquatics            | 00:21,47 AR |
| 2     | Ben Wildman-Tobriner          | Stanford Swimming            | 00:21,65    |
| 3     | Cullen Jones                  | SwimMAC Carolina             | 00:21,81    |
| 4     | Gary Hall junior              | ungebunden                   | 00:21,91    |
| 5     | Jason Lezak                   | Rose Bowl Aquatics           | 00:21,98    |
| 6     | Nathan Adrian                 | ungebunden                   | 00:22,07    |
| 7     | Nick Brunelli Bryan Lundquist | Sun Devil Aquatics Stingrays | 00:22,13    |

#### 100 m Freistil
Finale am 3. Juli
| Platz | Sportler             | Club                         | Zeit     |
| ----- | -------------------- | ---------------------------- | -------- |
| 1     | Garrett Weber-Gale   | Longhorn Aquatics            | 00:47,92 |
| 2     | Jason Lezak          | Rose Bowl Aquatics           | 00:48,05 |
| 3     | Cullen Jones         | SwimMAC Carolina             | 00:48,35 |
| 4     | Nathan Adrian        | ungebunden                   | 00:48,46 |
| 5     | Matt Grevers         | Tucson Ford Dealers Aquatics | 00:48,67 |
| 6     | Ben Wildman-Tobriner | Stanford Swimming            | 00:48,80 |
| 7     | Nick Brunelli        | Sun Devil Aquatics           | 00:48,87 |
| 8     | Gabe Woodward        | Bakersfield Swim Club        | 00:48,93 |

#### 200 m Freistil
Finale am 1. Juli
| Platz | Sportler         | Club              | Zeit        |
| ----- | ---------------- | ----------------- | ----------- |
| 1     | Michael Phelps   | Club Wolverine    | 01:44,10 US |
| 2     | Peter Vanderkaay | Club Wolverine    | 01:45,85    |
| 3     | Ricky Berens     | Longhorn Aquatics | 01:46,14    |
| 4     | Klete Keller     | Trojan Swim Club  | 01:46,20    |
| 5     | Dave Walters     | Longhorn Aquatics | 01:46,64    |
| 6     | Erik Vendt       | Club Wolverine    | 01:46,95    |
| 7     | Danny Beal       | Stanford Swimming | 01:47,56    |
| 8     | Larsen Jensen    | Trojan Swim Club  | 01:47,71    |

#### 400 m Freistil
Finale am 29. Juni
| Platz | Sportler         | Club                             | Zeit        |
| ----- | ---------------- | -------------------------------- | ----------- |
| 1     | Larsen Jensen    | Trojan Swim Club                 | 03:43,53 AR |
| 2     | Peter Vanderkaay | Club Wolverine                   | 03:43,73    |
| 3     | Erik Vendt       | Club Wolverine                   | 03:43,92    |
| 4     | Klete Keller     | Trojan Swim Club                 | 03:46,36    |
| 5     | Michale Klueh    | Longhorn Aquatics                | 03:50,44    |
| 6     | Chad La Tourette | Mission Viejo Nadadores          | 03:50,69    |
| 7     | Matt Patton      | University of Michigan Swim Team | 03:51,04    |
| 8     | Tobias Work      | Cape Cod Swim Club               | 03:52,28    |

#### 1500 m Freistil
Finale am 6. Juli
| Platz | Sportler          | Club                          | Zeit        |
| ----- | ----------------- | ----------------------------- | ----------- |
| 1     | Peter Vanderkaay  | Club Wolverine                | 14:45,54 US |
| 2     | Larsen Jensen     | Trojan Swim Club              | 14:50,80    |
| 3     | Chad La Tourette  | Mission Viejo Nadadores       | 14:57,50    |
| 4     | Erik Vendt        | Club Wolverine                | 15:07,78    |
| 5     | Kyle Young        | Area Tallahassee Aquatic Club | 15:15,36    |
| 6     | Tom Koucheravy    | Mason Swim Team               | 15:16,38    |
| 7     | Robert Margalis   | Athens Bulldog Swim Club      | 15:19,96    |
| 8     | Josef Kinderwater | WSY Swimming                  | 15:21,84    |

### Rücken

#### 100 m Rücken
Finale am 1. Juli
| Platz | Sportler       | Club                             | Zeit        |
| ----- | -------------- | -------------------------------- | ----------- |
| 1     | Aaron Peirsol  | Longhorn Aquatics                | 00:52,89 WR |
| 2     | Matt Grevers   | Tucson Ford Dealers Aquatics     | 00:53,19    |
| 3     | Ryan Lochte    | Daytona Beach Swimming           | 00:53,37    |
| 4     | Randall Bal    | Coral Springs Swim Club          | 00:53,45    |
| 5     | Ben Hesen      | Indiana University Club Paradise | 00:53,68    |
| 6     | Nick Thoman    | Longhorn Aquatics                | 00:53,79    |
| 7     | David Plummer  | Minnesota Aquatics               | 00:54,27    |
| 8     | Patrick Schirk | Pottstown Family YMCA            | 00:54,96    |

#### 200 m Rücken
Finale am 4. Juli
| Platz | Sportler        | Club                             | Zeit        |
| ----- | --------------- | -------------------------------- | ----------- |
| 1     | Aaron Peirsol   | Longhorn Aquatics                | 01:54,32 WR |
| 2     | Ryan Lochte     | Daytona Beach Swimming           | 01:54,34    |
| 3     | Tyler Clary     | University of Michigan Swim Team | 01:57,35    |
| 4     | Rexford Tullius | Daytona Beach Swimming           | 01:57,73    |
| 5     | Nick Thoman     | Longhorn Aquatics                | 01:58,17    |
| 6     | Chris DeJong    | Club Wolverine                   | 01:58,21    |
| 7     | Corey Chitwood  | University of Arizona            | 01:58,39    |
| 8     | Patrick Schirk  | Pottstown Family YMCA            | 01:59,58    |

### Brust

#### 100 m Brust
Finale am 30. Juni
| Platz | Sportler       | Club                             | Zeit     |
| ----- | -------------- | -------------------------------- | -------- |
| 1     | Brendan Hansen | Longhorn Aquatics                | 00:59,93 |
| 2     | Mark Gangloff  | SwimMAC Carolina                 | 01:00,42 |
| 3     | Scott Spann    | Longhorn Aquatics                | 01:00,59 |
| 4     | Eric Shanteau  | Longhorn Aquatics                | 01:00,72 |
| 5     | Kevin Swander  | Indiana University Club Paradise | 01:00,81 |
| 6     | Chris Ash      | Stanford Swimming                | 01:01,12 |
| 7     | Scott Usher    | Boilermaker Aquatics             | 01:01,42 |
| 8     | John Criste    | Canyons Aquatic Club             | 01:01,84 |

#### 200 m Brust
Finale am 3. Juli
| Platz | Sportler        | Club                 | Zeit     |
| ----- | --------------- | -------------------- | -------- |
| 1     | Scott Spann     | Longhorn Aquatics    | 02:09,97 |
| 2     | Eric Shanteau   | Longhorn Aquatics    | 02:10,36 |
| 3     | Scott Usher     | Boilermaker Aquatics | 02:11,00 |
| 4     | Brendan Hansen  | Longhorn Aquatics    | 02:11,37 |
| 5     | Clark Burckle   | Lakeside Swim Team   | 02:13,86 |
| 6     | John Criste     | Canyons Aquatic Club | 02:13,87 |
| 7     | Ryan Hurley     | Curl Burke Swim Club | 02:13,90 |
| 8     | Giordan Pogioli | Boilermaker Aquatics | 02:15,07 |

### Schmetterling

#### 100 m Schmetterling
Finale am 5. Juli
| Platz | Sportler       | Club                             | Zeit     |
| ----- | -------------- | -------------------------------- | -------- |
| 1     | Michael Phelps | Club Wolverine                   | 00:50,89 |
| 2     | Ian Crocker    | Longhorn Aquatics                | 00:51,62 |
| 3     | Gil Stovall    | Athens Bulldog Swim Club         | 00:52,08 |
| 4     | Tyler McGill   | Auburn University Swim Team      | 00:52,31 |
| 5     | Chris Brady    | University of Michigan Swim Team | 00:52,66 |
| 6     | Bobby Bollier  | Kansas City Blazers              | 00:52,69 |
| 7     | Peter Verhoef  | Athens Bulldog Swim Club         | 00:52,72 |
| 8     | Davis Tarwater | Club Wolverine                   | 00:52,83 |

#### 200 m Schmetterling
Finale am 2. Juli
| Platz | Sportler        | Club                             | Zeit        |
| ----- | --------------- | -------------------------------- | ----------- |
| 1     | Michael Phelps  | Club Wolverine                   | 01:52,20 US |
| 2     | Gil Stovall     | Athens Bulldog Swim Club         | 01:53,86    |
| 3     | Davis Tarwater  | Club Wolverine                   | 01:54,46    |
| 4     | Matt Patton     | University of Michigan Swim Team | 01:56,98    |
| 5     | Dan Madwed      | North Baltimore Aquatic Club     | 01:57,10    |
| 6     | Alex Vanderkaay | University of Michigan Swim Team | 01:57,25    |
| 7     | Bobby Bollier   | Kansas City Blazers              | 01:57,26    |
| 8     | Mark Dylla      | Athens Bulldog Swim Club         | 01:58,11    |

### Lagen

#### 200 m Lagen
Finale am 4. Juli
| Platz | Sportler                   | Club                                                  | Zeit        |
| ----- | -------------------------- | ----------------------------------------------------- | ----------- |
| 1     | Michael Phelps             | Club Wolverine                                        | 01:54,80 WR |
| 2     | Ryan Lochte                | Daytona Beach Swimming                                | 01:55,34    |
| 3     | Eric Shanteau              | Longhorn Aquatics                                     | 01:00,72    |
| 4     | Tim Liebhold               | SwimMAC Carolina                                      | 02:00,06    |
| 5     | Alex Vanderkaay            | University of Michigan Swim Team                      | 02:00,10    |
| 6     | Robert Margalis Dan Madwed | Athens Bulldog Swim Club North Baltimore Aquatic Club | 02:00,77    |
| 8     | T P Patrick                | Indiana University Club Paradise                      | 02:01,52    |

#### 400 m Lagen
Finale am 29. Juni
| Platz | Sportler        | Club                             | Zeit        |
| ----- | --------------- | -------------------------------- | ----------- |
| 1     | Michael Phelps  | Club Wolverine                   | 04:05,25 WR |
| 2     | Ryan Lochte     | Daytona Beach Swimming           | 04:06,08    |
| 3     | Robert Margalis | Athens Bulldog Swim Club         | 04:13,85    |
| 4     | Tyler Clary     | University of Michigan Swim Team | 04:14,13    |
| 5     | Alex Vanderkaay | University of Michigan Swim Team | 04:16,14    |
| 6     | Dustin McLarty  | Daytona Beach Swimming           | 04:18,90    |
| 7     | Clark Burckle   | Lakeside Swim Team               | 04:19,24    |
| 8     | Jack Brown      | University of Arizona            | 04:22,89    |

## Frauen

### Freistil

#### 50 m Freistil
Finale am 6. Juli
| Platz | Sportlerin         | Club                         | Zeit        |
| ----- | ------------------ | ---------------------------- | ----------- |
| 1     | Dara Torres        | Coral Springs Swim Club      | 00:24,25 AR |
| 2     | Jessica Hardy      | Trojan Swim Club             | 00:24,82    |
| 3     | Lara Jackson       | Tucson Ford Dealers Aquatics | 00:24,88    |
| 4     | Kara Lynn Joyce    | Athens Bulldog Swim Club     | 00:24,90    |
| 5     | Kara Denby         | Auburn University Swim Team  | 00:25,12    |
| 6     | Brooke Bishop      | Palo Alto Stanford Aquatics  | 00:25,16    |
| 7     | Lacey Nymeyer      | Tucson Ford Dealers Aquatics | 00:25,18    |
| 8     | Christine Magnuson | University of Tennessee      | 00:25,49    |

#### 100 m Freistil
Finale am 4. Juli
| Platz | Sportlerin       | Club                         | Zeit     |
| ----- | ---------------- | ---------------------------- | -------- |
| 1     | Dara Torres      | Coral Springs Swim Club      | 00:53,78 |
| 2     | Natalie Coughlin | California Aquatics          | 00:53,83 |
| 3     | Lacey Nymeyer    | Tucson Ford Dealers Aquatics | 00:54,02 |
| 4     | Jessica Hardy    | Trojan Swim Club             | 00:54,62 |
| 5     | Emily Silver     | California Aquatics          | 00:54,91 |
| 6     | Julia Smit       | Stanford Swimming            | 00:54,99 |
| 7     | Kara Lynn Joyce  | Athens Bulldog Swim Club     | 00:55,02 |
| 8     | Amanda Weir      | Swim Atlanta                 | 00:55,14 |

#### 200 m Freistil
Finale am 2. Juli
| Platz | Sportlerin         | Club                         | Zeit        |
| ----- | ------------------ | ---------------------------- | ----------- |
| 1     | Katie Hoff         | North Baltimore Aquatic Club | 01:55,88 AR |
| 2     | Allison Schmitt    | Club Wolverine               | 01:55,92    |
| 3     | Julia Smit         | Stanford Swimming            | 01:56,73    |
| 4     | Caroline Burckle   | Lakeside Swim Team           | 01:57,93    |
| 5     | Kim Vandenberg     | Team Bruin                   | 01:58,02    |
| 6     | Christine Marshall | Aggie Swim Club              | 01:58,16    |
| 7     | Dana Vollmer       | California Aquatics          | 01:58,67    |
| 8     | Kara Lynn Joyce    | Athens Bulldog Swim Club     | 01:58,83    |

#### 400 m Freistil
Finale am 30. Juni
| Platz | Sportlerin        | Club                         | Zeit     |
| ----- | ----------------- | ---------------------------- | -------- |
| 1     | Katie Hoff        | North Baltimore Aquatic Club | 04:02,32 |
| 2     | Kate Ziegler      | The Fish                     | 04:03,92 |
| 3     | Allison Schmitt   | Club Wolverine               | 04:05,05 |
| 4     | Caroline Burckle  | Lakeside Swim Team           | 04:05,09 |
| 5     | Kelsey Ditto      | Athens Bulldog Swim Club     | 04:09,59 |
| 6     | Jessica Rodriquez | Longhorn Aquatics            | 04:10,76 |
| 7     | Maggie Bird       | Auburn University Swim Team  | 04:11,67 |
| 8     | Alyssa Anderson   | Sierra Marlins Swim Team     | 04:14,28 |

#### 800 m Freistil
Finale am 5. Juli
| Platz | Sportlerin       | Club                         | Zeit     |
| ----- | ---------------- | ---------------------------- | -------- |
| 1     | Katie Hoff       | North Baltimore Aquatic Club | 08:20,81 |
| 2     | Kate Ziegler     | The Fish                     | 08:25,38 |
| 3     | Chloe Sutton     | Mission Viejo Nadadores      | 08:31,23 |
| 4     | Katie Carroll    | Club Wolverine               | 08:31,47 |
| 5     | Caroline Burckle | Lakeside Swim Team           | 08:32,26 |
| 6     | Kelsey Ditto     | Athens Bulldog Swim Club     | 08:39,35 |
| 7     | Laura Guenthner  | Gator Swim Club              | 08:41,25 |
| 8     | Leah Gingrich    | WSY Swimming                 | 08:42,10 |

### Rücken

#### 100 m Rücken
Finale am 1. Juli
| Platz | Sportlerin        | Club                            | Zeit        |
| ----- | ----------------- | ------------------------------- | ----------- |
| 1     | Natalie Coughlin  | California Aquatics             | 00:58,97 WR |
| 2     | Margaret Hoelzer  | King Aquatic Club               | 00:59,21    |
| 3     | Hayley McGregory  | Longhorn Aquatics               | 00:59,42    |
| 4     | Lauren Rogers     | California Aquatics             | 01:00,78    |
| 5     | Presley A. Bard   | Terrapins Swim Team             | 01:01,03    |
| 6     | Elizabeth Beisel  | Bluefish Swim Club              | 01:01,40    |
| 7     | Leila Vaziri      | Coral Springs Swim Club         | 01:01,42    |
| 8     | Katie Riefenstahl | Germantown Academy Aquatic Club | 01:01,59    |

#### 200 m Rücken
Finale am 5. Juli
| Platz | Sportlerin        | Club                            | Zeit        |
| ----- | ----------------- | ------------------------------- | ----------- |
| 1     | Margaret Hoelzer  | King Aquatic Club               | 02:06,09 WR |
| 2     | Elizabeth Beisel  | Bluefish Swim Club              | 02:06,92    |
| 3     | Hayley McGregory  | Longhorn Aquatics               | 02:07,69    |
| 4     | Mary Descenza     | Athens Bulldog Swim Club        | 02:10,00    |
| 5     | Kristen Heiss     | Aggie Swim Club                 | 02:10,18    |
| 6     | Katie Riefenstahl | Germantown Academy Aquatic Club | 02:10,26    |
| 7     | Teresa Crippen    | Germantown Academy Aquatic Club | 02:12,16    |
| 8     | Morgan Scroggy    | Tualatin Hills Swim Club        | 02:12,89    |

### Brust

#### 100 m Brust
Finale am 1. Juli
| Platz | Sportlerin       | Club                         | Zeit     |
| ----- | ---------------- | ---------------------------- | -------- |
| 1     | Jessica Hardy    | Trojan Swim Club             | 01:06,87 |
| 2     | Megan Jendrick   | King Aquatic Club            | 01:07,50 |
| 3     | Tara Kirk        | Stanford Swimming            | 01:07,51 |
| 4     | Rebecca Soni     | Trojan Swim Club             | 01:07,80 |
| 5     | Annie Chandler   | Tucson Ford Dealers Aquatics | 01:08,02 |
| 6     | Amanda Beard     | ungebunden                   | 01:08,80 |
| 7     | Lindsay Payne    | Trojan Swim Club             | 01:08,89 |
| 8     | Elizabeth Tinnon | Lakeside Swim Team           | 01:09,16 |

#### 200 m Brust
Finale am 4. Juli
| Platz | Sportlerin      | Club                       | Zeit     |
| ----- | --------------- | -------------------------- | -------- |
| 1     | Rebecca Soni    | Trojan Swim Club           | 02:22,60 |
| 2     | Amanda Beard    | ungebunden                 | 02:25,13 |
| 3     | Catlin Leverenz | El Dorado Aquatics Club    | 02:25,98 |
| 4     | Keri Hehn       | Trojan Swim Club           | 02:26,89 |
| 5     | Megan Jendrick  | King Aquatic Club          | 02:27,85 |
| 6     | Ariana Kukors   | King Aquatic Club          | 02:28,55 |
| 7     | Elle Weberg     | Florida Atlantic Swim Team | 02:28,67 |
| 8     | Laura Sogar     | Bluefish Swim Club         | 02:30,05 |

### Schmetterling

#### 100 m Schmetterling
Finale am 30. Juni
| Platz | Sportlerin         | Club                         | Zeit     |
| ----- | ------------------ | ---------------------------- | -------- |
| 1     | Christine Magnuson | University of Tennessee      | 00:58,11 |
| 2     | Elaine Breeden     | Stanford Swimming            | 00:58,21 |
| 3     | Rachel Komisarz    | Lakeside Swim Team           | 00:58,36 |
| 4     | Brooke Bishop      | Palo Alto Stanford Aquatics  | 00:58,54 |
| 5     | Dana Vollmer       | California Aquatics          | 00:58,64 |
| 6     | Mary Descenza      | Athens Bulldog Swim Club     | 00:58,72 |
| 7     | Kim Vandenberg     | Team Bruin                   | 00:58,84 |
| 8     | Whitney Myers      | Tucson Ford Dealers Aquatics | 00:59,22 |

#### 200 m Schmetterling
Finale am 3. Juli
| Platz | Sportlerin      | Club                     | Zeit     |
| ----- | --------------- | ------------------------ | -------- |
| 1     | Elaine Breeden  | Stanford Swimming        | 02:06,75 |
| 2     | Kathleen Hersey | Swim Atlanta             | 02:07,33 |
| 3     | Kim Vandenberg  | Team Bruin               | 02:08,48 |
| 4     | Mary Descenza   | Athens Bulldog Swim Club | 02:09,23 |
| 5     | Tanya Krisman   | North Coast Aquatics     | 02:09,47 |
| 6     | Katie Carroll   | Club Wolverine           | 02:10,33 |
| 7     | Lyndsay DePaul  | Aquazot Swim Club        | 02:11,20 |
| 8     | Leah Gingrich   | West Shore YMCA Swimming | 02:11,21 |

### Lagen

#### 200 m Lagen
Finale am 2. Juli
| Platz | Sportlerin       | Club                         | Zeit        |
| ----- | ---------------- | ---------------------------- | ----------- |
| 1     | Katie Hoff       | North Baltimore Aquatic Club | 02:09,71 AR |
| 2     | Natalie Coughlin | California Aquatics          | 02:10,32    |
| 3     | Ariana Kukors    | King Aquatic Club            | 02:10,40    |
| 4     | Catlin Leverenz  | El Dorado Aquatics Club      | 02:11,28    |
| 5     | Whitney Myers    | Tucson Ford Dealers Aquatics | 02:12,41    |
| 6     | Ava Ohlgren      | Auburn University Swim Team  | 02:12,99    |
| 7     | Dagny Knutson    | Minot YMCA Swim Club         | 02:13,91    |
| 8     | Kaitlin Sandeno  | Club Wolverine               | 02:15,87    |

#### 400 m Lagen
Finale am 29. Juli
| Platz | Sportlerin        | Club                            | Zeit        |
| ----- | ----------------- | ------------------------------- | ----------- |
| 1     | Katie Hoff        | North Baltimore Aquatic Club    | 04:31,12 WR |
| 2     | Elizabeth Beisel  | Bluefish Swim Club              | 04:32,87    |
| 3     | Julia Smit        | Stanford Swimming               | 04:35,72    |
| 4     | Catlin Leverenz   | El Dorado Aquatics Club         | 04:38,54    |
| 5     | Kathleen Hersey   | Swim Atlanta                    | 04:42,07    |
| 6     | Ariana Kukors     | King Aquatic Club               | 04:42,12    |
| 7     | Alicia Aemisegger | Germantown Academy Aquatic Club | 04:42,12    |
| 8     | Julie Stupp       | Coral Springs Swim Club         | 04:46,01    |

## Quelle
- Omegatiming.com